# Graham E. Bell
| (18055) Fernhildebrandt | 11. Oktober 1999  | [1] |
| (19619) Bethbell        | 16. August 1999   |     |
| (19630) Janebell        | 2. September 1999 |     |
| (20673) Janelle         | 3. November 1999  |     |
| (21651) Mission Valley  | 19. Juli 1999     |     |
| (22791) Twarog          | 14. Juni 1999     |     |
| (23989) Farpoint        | 3. September 1999 | [1] |
| (24265) Banthonytwarog  | 13. Dezember 1999 | [1] |
| (24305) Darrellparnell  | 26. Dezember 1999 | [1] |
| (24308) Cowenco         | 29. Dezember 1999 | [1] |
| (25594) Kessler         | 29. Dezember 1999 | [1] |
| - [1] mit Gary Hug      |                   |     |

Graham E. Bell ist ein US-amerikanischer Amateurastronom und Asteroidenentdecker. Er betreibt zusammen mit seinem Kollegen Gary Hug das Farpoint-Observatorium in Eskridge in Kansas.
Im Rahmen seiner Beobachtungen entdeckte er zwischen 1999 und 2006 über 40 Asteroiden. Darüber hinaus ist er der Mitentdecker des kurzperiodischen Kometen 178P/Hug-Bell.